# Crisis de Dánzig
La Crisis de Dánzig fue una crisis diplomática que precedió inmediatamente a la Segunda Guerra Mundial.
La Alemania nazi, incumpliendo el Tratado de Versalles de 1919, había conseguido la remilitarización de Renania y había llevado a cabo una política expansionista con la anexión de Austria, los Sudetes, Bohemia y Moravia, mientras las democracias occidentales llevaban a cabo el principio de no intervención. 
La demanda de Dánzig, la última reivindicación irredentista que Hitler exigió, generó un conflicto entre Alemania y Polonia. Previendo que Hitler invadiría también Polonia, Francia y el Reino Unido se posicionaron como aliados militares de Polonia. Tras la invasión de Polonia el 1 de septiembre de 1939, estos dos países declararon la guerra a Alemania. En este caso, fracasó la política de apaciguamiento.

## Historia

El corredor polaco y la ciudad de Dánzig.

En el Tratado de Versalles de 1919 se creó una salida al mar Báltico para Polonia, el corredor polaco, y la Ciudad Libre de Dánzig, administrada por la Sociedad de Naciones y como un protectorado de Polonia. Prusia Oriental quedó aislada del resto del territorio de Alemania por vía terrestre. Además la población de la Ciudad Libre de Dánzig era predominantmente alemana (98% de la población).
El 26 de enero de 1934 se firmó el pacto de no agresión germano-polaco entre la Alemania nazi y el régimen del mariscal polaco Józef Piłsudski.
El 7 de marzo de 1936 Hitler remilitarizó Renania, incumpliendo el Tratado de Versalles de 1919, donde se prohibía enviar tropas a esta región fronteriza con Francia y Bélgica.
El 12 de marzo de 1938 la Alemania nazi se anexionó Austria, lo que se conoció como el Anschluss.
El 30 de septiembre de 1938 Hitler firmó los Acuerdos de Múnich con el primer ministro británico Arthur Neville Chamberlain y el presidente francés Édouard Daladier, por los que Alemania se anexionó los Sudetes, antes pertenecientes a Checoslovaquia, entre el 1 y el 10 de octubre.
El 24 de octubre de 1938 el ministro de Asuntos Exteriores del Reich, Joachim von Ribbentrop, se reunió con el embajador polaco en Alemania, Józef Lipski, para proponerle un acuerdo: que Dánzig volviera a ser alemana y se estableciesen unas vías de comunicación con Prusia Oriental. A cambio, a Polonia se le concedería una salida al mar en Dánzig. Si Polonia aceptaba, Alemania se comprometería a aceptar la frontera entre Alemania y Polonia como invariable y se firmaría un Pacto Anti-Komintern. El 19 de noviembre Lipski regresó con la respuesta polaca a la propuesta alemana, que aceptaba vías de comunicación extraterritoriales con Prusia Oriental pero se negaba a la entrega de Dánzig.
El 5 de enero de 1939 el ministro de Asuntos Exteriores Józef Beck se reunió con Hitler, que intentó mostrarse amable con Polonia pero insistió en la cuestión de Dánzig y pidió a Polonia una política más anti-sóviética.
Lituania se había anexionado el Territorio de Memel en 1923, tomando ventaja de la debilitado posición alemana durante la  ocupación franco-belga del Ruhr. El 20 de marzo de 1939 Alemania obligó a Lituania a entregarle este territorio o enfrentarse a una guerra. Lituania aceptó y Alemania se anexionó Memel el 22 de marzo.
El 26 de marzo de 1939 los polacos contestaron que la cuestión de Dánzig no era negociable y rechazaron la extraterritorialidad de las comunicaciones con Prusia Oriental. El ejército polaco tomó los alrededores de Dánzig por temor a un ataque del acorazado alemán Deutschland.
El Reino Unido, ante esto, hizo la propuesta de crear un sistema de ayuda mutua con Francia, Polonia y la URSS ante la invasión de cualquiera de estos países por Alemania. Francia y la URSS estaban de acuerdo con el acuerdo, pero Polonia dijo que un acuerdo con la Unión Soviética provocaría la intervención de Alemania. A cambio, propuso la firma de un acuerdo anglo-polaco. El 27 de marzo de 1939, el Reino Unido se comprometió a ayudar a Polonia o a Rumanía ante cualquier invasión.
En marzo de 1939 Alemania incumplió los Acuerdos de Múnich y ocupó también Bohemia y Moravia, en Checoslovaquia.
El 1 de abril de 1939 finalizó la guerra civil española, en la cual el bando nacional, antimarxista, había recibido ayuda de la Legión Cóndor de Alemania contra la República, que había recibido ayuda de la Unión Soviética. 
El 5 de abril Alemania dio por terminada las discusiones con Polonia y dijo que no habría más ofertas.
El 30 de marzo, entre los rumores cada vez más fuertes de un ataque alemán contra Polonia, el primer ministro británico Chamberlain indicó que actuarían con toda contundencia si Alemania atacaba y Francia también se unió al acuerdo.
El 14 de abril el presidente Franklin D. Roosevelt escribió a Hitler solicitándole una garantía de no atacar durante al menos diez años a los siguientes países: Finlandia, Estonia, Letonia, Lituania, Suecia, Noruega, Dinamarca, Países Bajos, Bélgica, Gran Bretaña e Irlanda del Norte, Francia, Portugal, España, Suiza, Liechtenstein, Luxemburgo, Polonia, Hungría, Rumania, Yugoslavia, Unión Soviética, Bulgaria, Grecia, Turquía, Irak, Arabia, Siria, Palestina, Egipto e Irán.
El 28 de abril Hitler rechazó cualquier indicación por parte de Estados Unidos, al que acusó de belicismo por haber participado en otros conflictos, y dijo que esos países que él citaba no se consideraban amenazados por Alemania.
Ese mismo día, Hitler volvió a pedir Dánzig y la construcción de una línea de ferrocarril y una carretera para comunicar Berlín con Königsberg, en la Prusia Oriental, a través del corredor polaco. Polonia permitió la construcción de la carretera pero se negó a entregar la ciudad.
El 23 de julio de 1939 el pacifista y nacionalista indio Mahatma Gandhi le escribió una carta a Hitler pidiéndole mantener la paz, pero no obtuvo respuesta.
Stalin, líder de la Unión Soviética, decidió iniciar negociaciones por un lado con el Reino Unido y Francia y por otro con Alemania. Polonia se negaba a que entrasen tropas soviéticas en su territorio para su defensa. Para negociar mejor con Alemania, Stalin cesó como ministro de Asuntos Exteriores a Maksim Litvínov, que había establecido relaciones con Occidente y tenía ascendencia judía, y nombró para este cargo a Viacheslav Mólotov. Aunque Hitler consideraba enemigos a los comunistas, como también se consideraba contrario a otros países, estaba dispuesto a firmar un acuerdo con ellos para derrotar a los otros primero. El 23 de agosto de 1939 la Unión Soviética y la Alemania nazi firmaron el Pacto Ribbentrop-Molotov, como un acuerdo de no agresión.
En su testamento político, Hitler dijo que el 29 de agosto de 1939 le había sugerido al embajador británico en Berlín una solución para el problema germano-polaco similar a la adoptada para el Sarre, administrado por la Sociedad de Naciones tras el Tratado de Versalles de 1919 y culpó al judaísmo internacional de desear la guerra:

Tan sólo tres días antes del estallido de la guerra germano-polaca, le sugerí el embajador británico en Berlín una solución para el problema alemán similar a la adoptada para el distrito del Sarre, bajo control internacional. Tampoco esa oferta se puede negar. Su rechazo se debió únicamente a que las personas que tienen una influencia decisiva en la política británica deseaban la guerra, en parte porque esperaban ventajas comerciales, en parte por la influencia de la propaganda organizada por los judíos internacionales
Testamento político de Hitler. Berlín. 29 de abril de 1945.

Alemania invadió Polonia el 1 de septiembre de 1939 y el Reino Unido y Francia declararon la guerra a Alemania el 3 de septiembre.